# Дженніфер Джойніс
Дженніфер Джойніс  (англ. Jennifer Joines, 23 листопада 1982) — американська волейболістка, олімпійська медалістка.

## Виступи на Олімпіадах
| Олімпіада  | Дисципліна | Місце |
| ---------- | ---------- | ----- |
| Пекін 2008 | волейбол   | 2     |